# Пінкис
Пі́нкис (Camarhynchus) — рід горобцеподібних птахів родини саякових (Thraupidae). Представники цього роду є ендеміками Галапагоських островів. Вони також відомі як "в'юрки Дарвіна". Раніше пінкисів відносили до родини вівсянкових (Emberizidae), однак за результатами низки молекулярно-філогенетичних досліджень їх, разом з низкою інших видів, було переведено до родини саякових (Thraupidae).

## Види
Виділяють п'ять видів:
- Пінкис мангровий (Camarhynchus heliobates)
- Пінкис великий (Camarhynchus pauper)
- Пінкис кактусовий (Camarhynchus pallidus)
- Пінкис малий (Camarhynchus parvulus)
- Пінкис папугодзьобий (Camarhynchus psittacula)

Товстодзьобого пінкиса раніше відносили до роду Camarhynchus, однак за результатами молекулярно-філогенетичного дослідження його було переведено до відновленого монотипового роду Platyspiza.

## Етимологія
Наукова назва роду Camarhynchus походить від сполучення слів дав.-гр. καμαρα — арка, склепіння і ῥυγχος — дзьоб.